# Masainas
Masainas là một đô thị ở tỉnh Sud Sardegna trong vùng Sardegna, có cự ly khoảng 45 km về phía tây nam của Cagliari và khoảng 15 km về phía đông nam của Carbonia. Tại thời điểm ngày 31 tháng 12 năm 2004, đô thị này có dân số 1.437 người và diện tích là 22 km².
Đô thị Masainas có các frazioni (các đơn vị trực thuộc, chủ yếu là các làng) Is Fiascus, Is Cuccus, Is Murronis, Is Lais, Is Solinas, Is Crobbedus, Is Mancas, và Is Cannigonis.
Masainas giáp các đô thị: Giba, Piscinas, Sant'Anna Arresi, Teulada.